# Charidotella bifossulata
Charidotella bifossulata är en skalbaggsart som först beskrevs av Karl Henrik Boheman 1855.  Charidotella bifossulata ingår i släktet Charidotella och familjen bladbaggar. Inga underarter finns listade i Catalogue of Life.